# Pinnatella angustinervis
Pinnatella angustinervis là một loài rêu trong họ Neckeraceae. Loài này được Dixon mô tả khoa học đầu tiên năm 1935.